# Rechtenstein
Rechtenstein är en kommun (tyska Gemeinde) i Alb-Donau-Kreis i förbundslandet Baden-Württemberg i Tyskland. Folkmängden uppgår till cirka 310 invånare, på en yta av 3,78 kvadratkilometer.
Kommunen ingår i kommunalförbundet Munderkingen tillsammans med staden Munderkingen och kommunerna Emeringen, Emerkingen, Grundsheim, Hausen am Bussen, Lauterach, Obermarchtal, Oberstadion, Rottenacker, Untermarchtal, Unterstadion och Unterwachingen.

## Befolkningsutveckling
| Befolkningsutvecklingen i Rechtenstein 1975–2015 | Befolkningsutvecklingen i Rechtenstein 1975–2015 | Befolkningsutvecklingen i Rechtenstein 1975–2015 | Befolkningsutvecklingen i Rechtenstein 1975–2015 | Befolkningsutvecklingen i Rechtenstein 1975–2015 |
| ------------------------------------------------ | ------------------------------------------------ | ------------------------------------------------ | ------------------------------------------------ | ------------------------------------------------ |
|                                                  |                                                  |                                                  |                                                  |                                                  |
| År                                               |                                                  |                                                  | Folkmängd                                        | Areal (ha)                                       |
| 1975                                             | 1975                                             |                                                  | 267                                              | 377                                              |
| 1980                                             | 1980                                             |                                                  | 295                                              |                                                  |
| 1985                                             | 1985                                             |                                                  | 337                                              |                                                  |
| 1990                                             | 1990                                             |                                                  | 327                                              |                                                  |
| 1995                                             | 1995                                             |                                                  | 296                                              |                                                  |
| 2000                                             | 2000                                             |                                                  | 288                                              |                                                  |
| 2005                                             | 2005                                             |                                                  | 293                                              |                                                  |
| 2010                                             | 2010                                             |                                                  | 263                                              |                                                  |
| 2015                                             | 2015                                             |                                                  | 294                                              |                                                  |
|                                                  |                                                  |                                                  |                                                  |                                                  |